# Ethan: Meteor Hunter
Ethan: Meteor Hunter est un jeu vidéo de plates-formes-réflexion développé et édité par Seaven Studios, sorti en 2014 sur Windows, Mac OS, PlayStation 3 et PlayStation Vita.

## Accueil
- Canard PC : 6/10[1]
- Pocket Gamer UK : 5/10[2]
- Jeuxvideo.com : 14/20[3]